# Pandora - The World of Avatar
Pandora - The World of Avatar is een themagebied in de attractiepark Disney's Animal Kingdom en werd geopend op 27 mei 2017. Het is de nieuwste uitbreiding van het attractiepark en kwam op de plaats van Camp Minnie-Mickey. Het parkdeel is gebaseerd op de film Avatar van James Cameron uit 2009. In 2018 won het themagebied een Thea Award.
Het thema van Pandora - The World of Avatar richt zich op het natuurbehoud op de planeet Pandora uit de film Avatar, één generatie nadat de gebeurtenissen uit deze film hebben plaatsgevonden. Het themagebied bevat de attracties Avatar Flight of Passage en Na'Vi River Journey. Daarnaast bestaat het gebied uit een buitenaards natuurlandschap gebaseerd op de film. Zo is er een grote 'zwevende' rotsformatie en een grote fictieve plant te vinden, de flaska reclinata. Dit landschap is te bewonderen via de wandelroutes van de Valley of Mo'ara. 's Avonds lichten de planten op, waardoor het gebied een andere uitstraling krijgt. Ook het eten uit de restaurants Pongu Pongu en Satu'li Canteen moet overkomen alsof het van een andere planeet komt. Pandora - The World of Avatar is verbonden met de themagebieden Discovery Island en (via een wandelroute) Africa.
De 'zwevende' rotsen zijn de blikvanger van het themagebied. Het bestaat uit drie rotsen die verbonden lijken te zijn met lianen. In werkelijkheid is het een stalen boogconstructie waar de decoratie omheen aangebracht is.

## Faciliteiten
Attracties
- Avatar Flight of Passage
- Na'Vi River Journey

Eetgelegenheden
- Pongu Pongu
- Satu'li Canteen

Winkels
- Windtraders

## Afbeeldingen

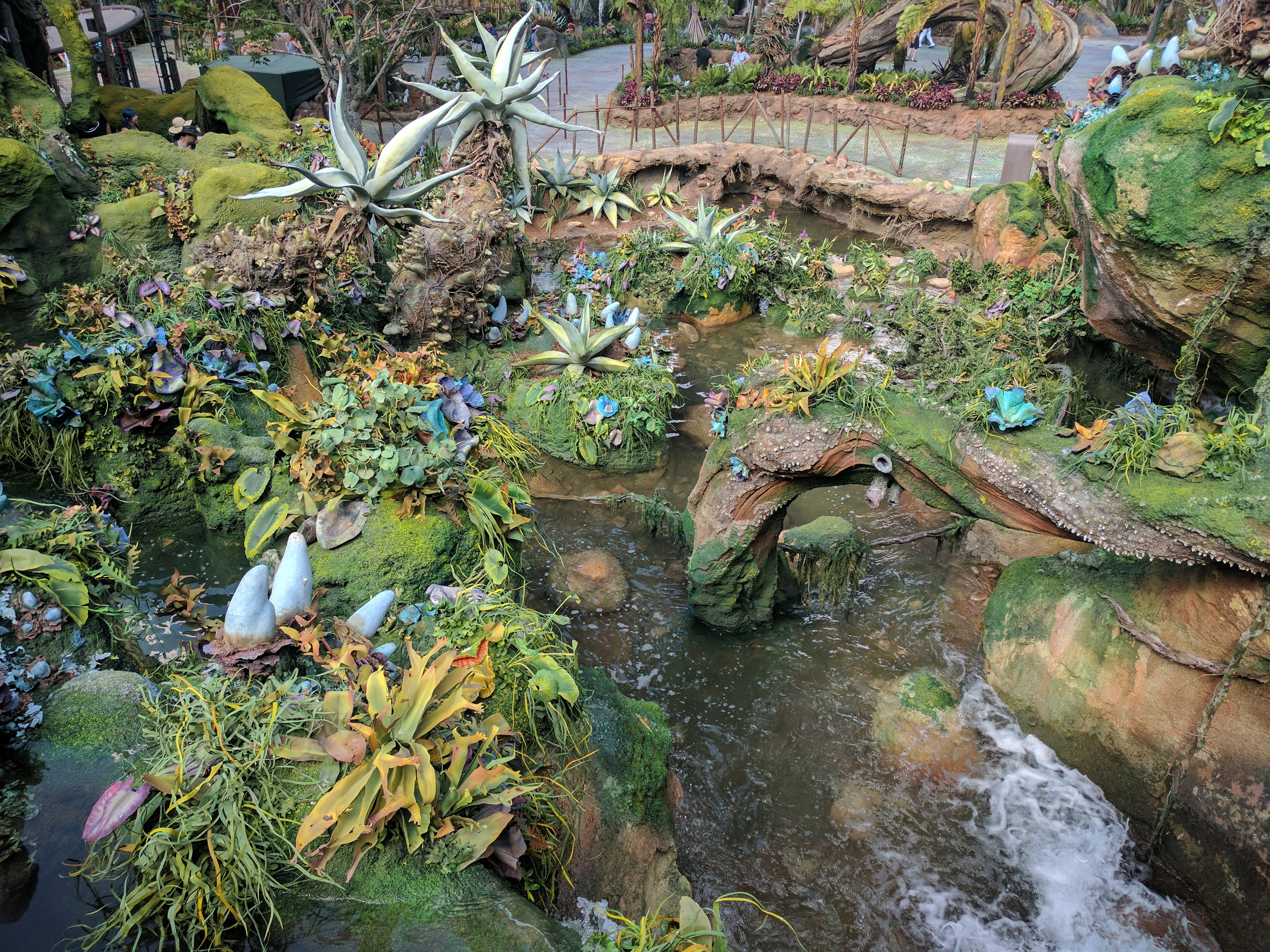
In het themagebied zijn diverse fictieve planten te vinden.
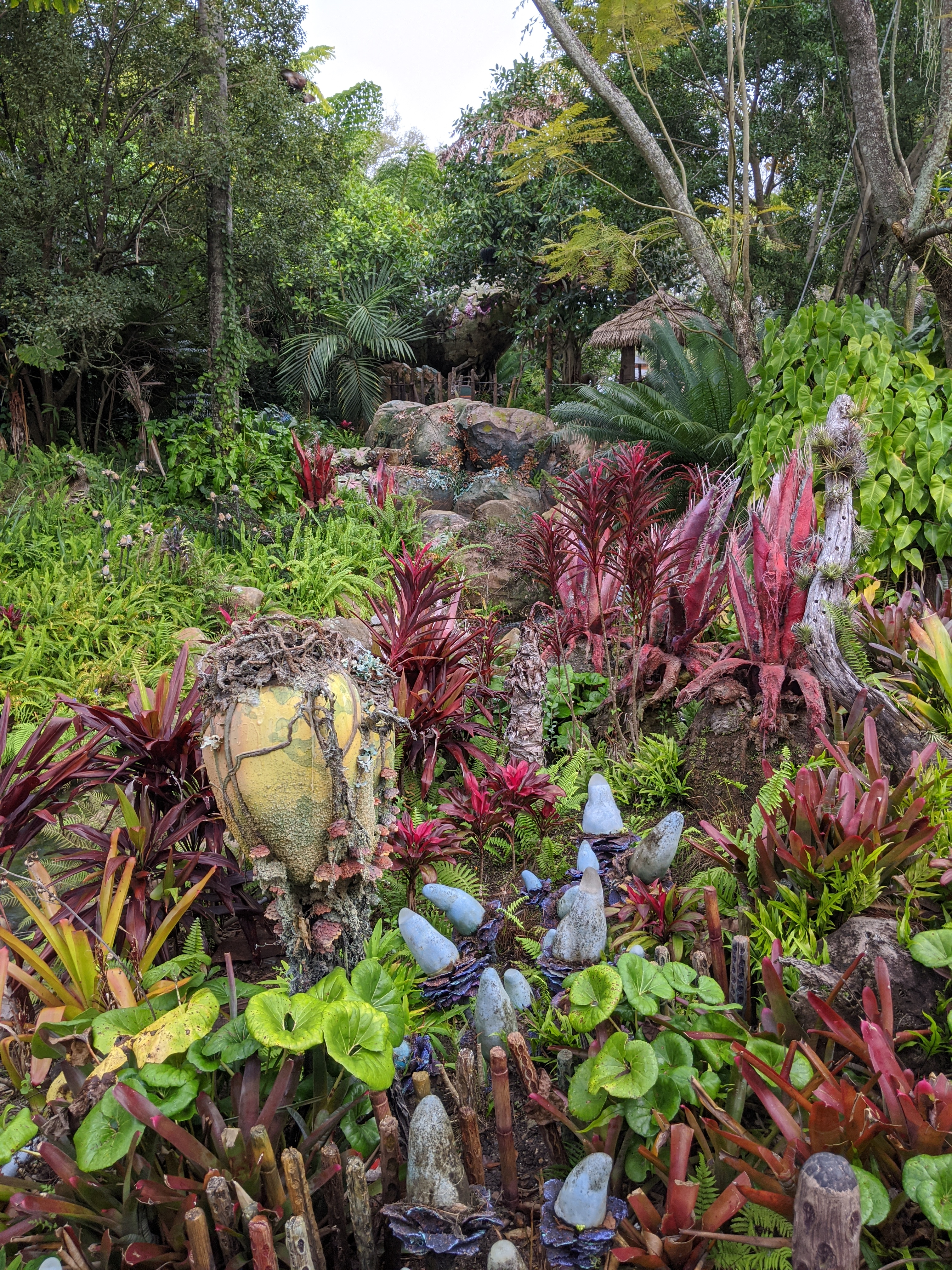
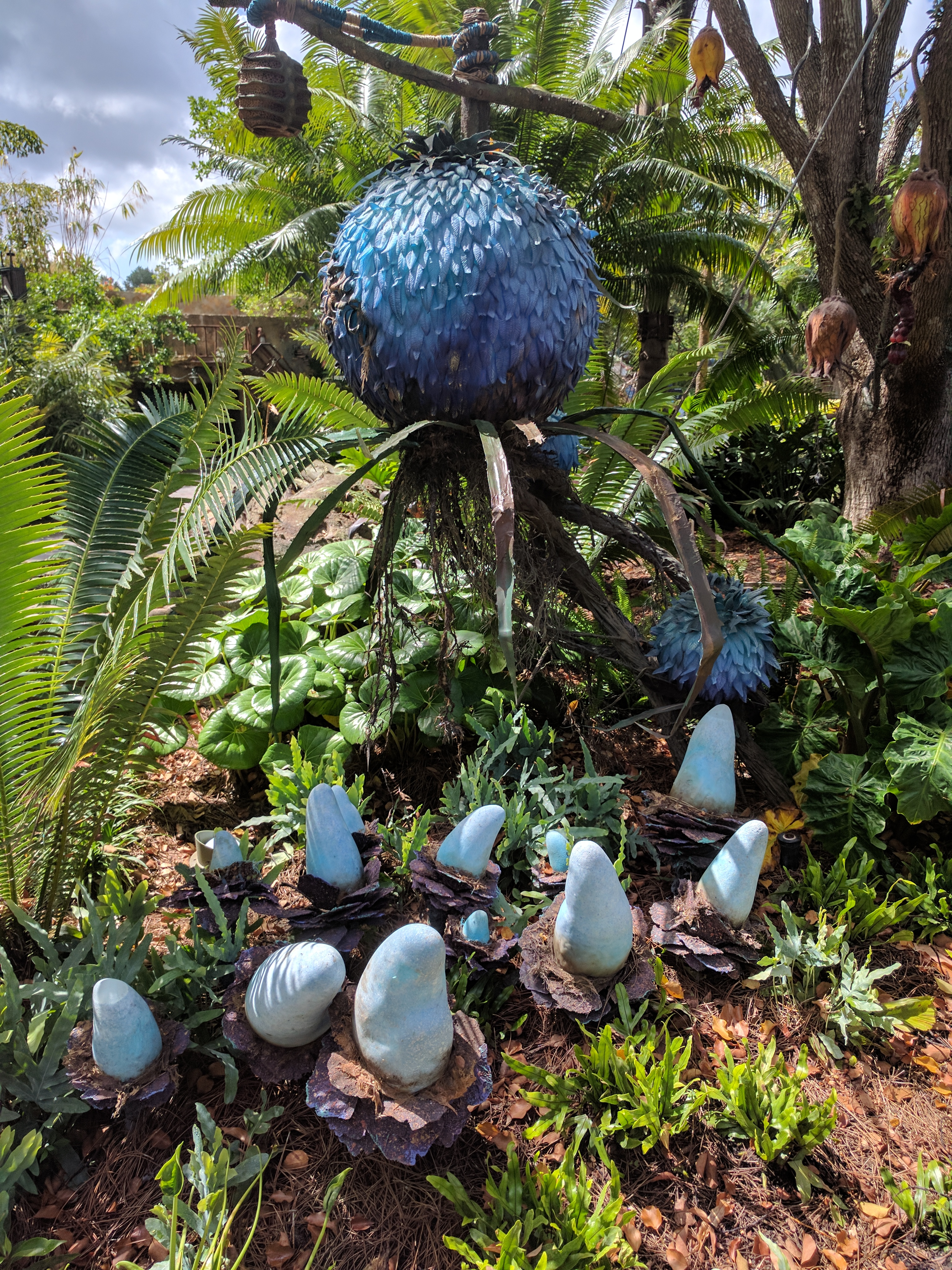
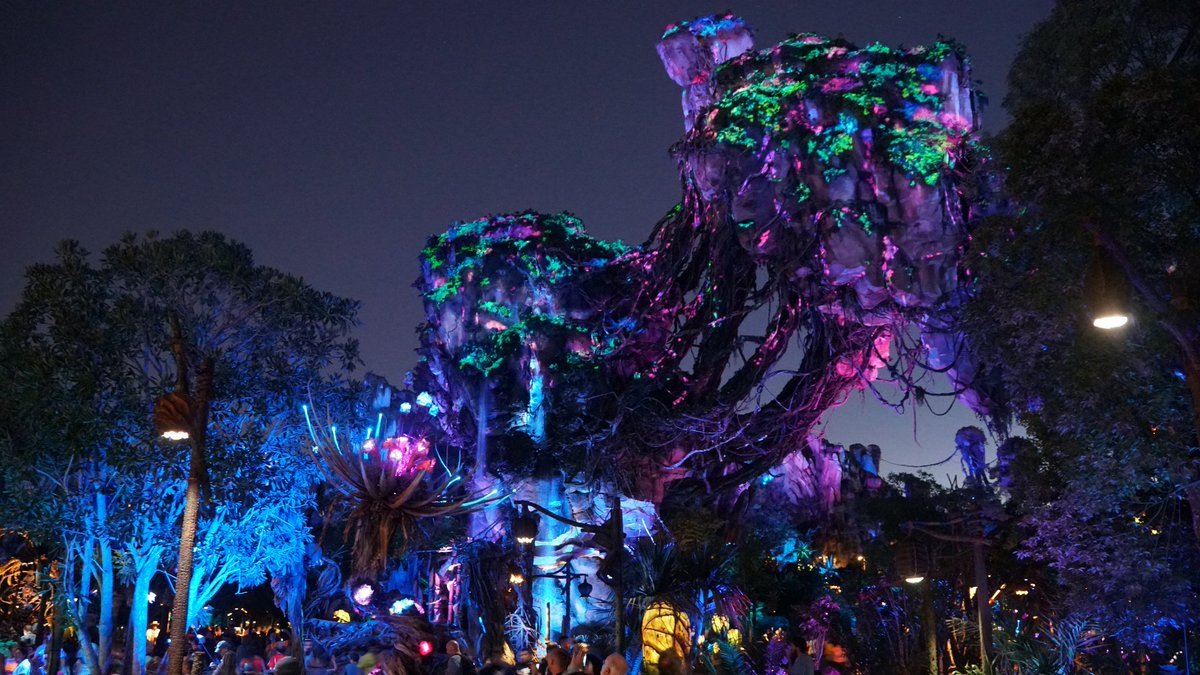

Walt Disney World Resort · Lijst van attracties in Disney's Animal Kingdom · Tree of Life